# ああ異常
「ああ異常」（ - いじょう）は、日詰昭一郎のシングル。

## 内容
TM NETWORKのサポートベーシストとして活動した日詰の歌手デビュー作品。カップリング「想い出のメリークリスマス」はTM NETWORKの小室哲哉が編曲に参加。

## 収録曲
全曲作詞・作曲：日詰昭一郎
1. ああ異常
編曲：日詰昭一郎
2. 想い出のメリークリスマス
編曲：小室哲哉